# Podlokanj
Podlokanj (cyr. Подлокањ) – wieś w Serbii, w Wojwodinie, w okręgu północnobanackim, w gminie Novi Kneževac. W 2011 roku liczyła 144 mieszkańców.